# أكسيمونة
الأكسيمونة (الاسم العلمي:Oxymonas) هي جنس من اللجفاوات تتبع الفصيلة الأكسيمونات من رتبة الأكسيمونيات.